# Kanton Villemur-sur-Tarn
Kanton Villemur-sur-Tarn (francouzsky Canton de Villemur-sur-Tarn) je francouzský kanton v departementu Haute-Garonne v regionu Midi-Pyrénées. Tvoří ho sedm obcí.

## Obce kantonu
- Bondigoux
- Le Born
- Layrac-sur-Tarn
- La Magdelaine-sur-Tarn
- Mirepoix-sur-Tarn
- Villematier
- Villemur-sur-Tarn